# Fußball-Verbandspokal 2010/11
Über den Fußball-Verbandspokal 2010/11 wurden die Teilnehmer der 21 Landesverbände des DFB am DFB-Pokal 2011/12 ermittelt. Die Sieger der Verbandspokale waren zur Teilnahme an der ersten Runde des DFB-Pokals berechtigt. Die drei Landesverbände mit den meisten Herrenmannschaften im Spielbetrieb – Bayern, Niedersachsen und Westfalen – entsendeten zusätzlich einen zweiten Teilnehmer. Somit qualifizierten sich 24 Amateurvereine über die Verbandspokale für den nationalen Pokalwettbewerb. Zweite Mannschaften von Profivereinen (Erste und Zweite Bundesliga) durften nicht am DFB-Pokal teilnehmen.
In Niedersachsen und Westfalen qualifizierten sich zusätzlich zum Pokalsieger die unterlegenen Pokalfinalisten am DFB-Pokal, in Bayern wurde der zweite Teilnehmer durch Entscheidungsspiele ermittelt: Die beiden Verlierer der Halbfinals traten in einem direkten Duell gegeneinander an, der Sieger dieser Partie traf auf den Verlierer des Pokalfinales. Der Sieger dieses Spiels qualifizierte sich dann ebenfalls für den DFB-Pokal.

## Endspielergebnisse
Die Tabelle gibt eine Übersicht über die Verbandspokal-Endspiele der Saison 2010/11. Die Mannschaften, die sich für den DFB-Pokal qualifiziert hatten, sind fett dargestellt. Die Abkürzungen hinter den Vereinsnamen stehen für die Spielklassenzuordnung der gleichen Saison: 3L = 3. Liga; RL = Regionalliga; OL = Oberliga; VL = Verbandsliga; LL = Landesliga. Eine Übersicht der Spielklassen bietet der Artikel Fußball-Ligasystem in Deutschland.
| Verbandspokal-Endspiele der Saison 2010/11 | Verbandspokal-Endspiele der Saison 2010/11 | Verbandspokal-Endspiele der Saison 2010/11 | Verbandspokal-Endspiele der Saison 2010/11 | Verbandspokal-Endspiele der Saison 2010/11 | Verbandspokal-Endspiele der Saison 2010/11 |
| Verband | Pokal                                      | Austragungsort                             | Heimmannschaft                             | Gastmannschaft                             | Ergebnis                                   |
| --- | ------------------------------------------ | ------------------------------------------ | ------------------------------------------ | ------------------------------------------ | ------------------------------------------ |
| Baden | BFV-Hoepfner-Cup                           | Forst                                      | SV Sandhausen (3L)                         | FC Nöttingen (OL)                          | 1:0                                        |
| Bayern 1 | Bayerischer Toto-Pokal                     | Burghausen                                 | Wacker Burghausen 5 (3L)                   | SSV Jahn Regensburg (3L)                   | 1:2                                        |
| Berlin | Berliner-Pilsner-Pokal                     | Berlin                                     | BFC Dynamo (OL)                            | SFC Stern 1900 (VL)                        | 2:0                                        |
| Brandenburg | Brandenburgischer Landespokal              | Hohenleipisch                              | VfB Hohenleipisch (LL)                     | SV Babelsberg 03 (3L)                      | 0:3                                        |
| Bremen | Lotto-Pokal                                | Bremen (neutraler Platz)                   | FC Oberneuland (RL)                        | Bremer SV (OL)                             | 2:1                                        |
| Hamburg | ODDSET-Pokal                               | Hamburg                                    | Eimsbütteler TV (LL)                       | SC Vorwärts-Wacker 04 (LL)                 | 1:0                                        |
| Hessen | Krombacher Hessenpokal                     | Marburg                                    | KSV Hessen Kassel 2 (RL)                   | SV Wehen Wiesbaden (3L)                    | 0:3                                        |
| Mecklenburg-Vorpommern | Krombacher Landespokal                     | Wismar                                     | FC Anker Wismar 3 (OL)                     | Hansa Rostock (3L)                         | 0:3                                        |
| Mittelrhein | FVM-Pokal                                  | Troisdorf                                  | TSV Germania Windeck (OL)                  | FC Wegberg-Beeck (OL)                      | 3:1                                        |
| Niederrhein | Diebels-Niederrheinpokal                   | Velbert                                    | SSVg Velbert (OL)                          | Rot-Weiss Essen (OL)                       | 0:1                                        |
| Niedersachsen 1 | Krombacher-Pokal                           | Emden                                      | Kickers Emden 4 (OL)                       | Eintr. Braunschweig (3L)                   | 1:2                                        |
| Rheinland | Bitburger-Rheinlandpokal                   | Trier                                      | Eintracht Trier (RL)                       | TuS Koblenz (3L)                           | 2:0                                        |
| Saarland | Saarlandpokal                              | Dillingen                                  | SV Mettlach (VL)                           | 1. FC Saarbrücken (3L)                     | 2:3                                        |
| Sachsen | Wernesgrüner Sachsen Cup                   | Leipzig                                    | RB Leipzig (RL)                            | Chemnitzer FC (RL)                         | 1:0                                        |
| Sachsen-Anhalt | Krombacher-Pokal                           | Dessau                                     | Hallescher FC (RL)                         | FC Grün-Weiß Piesteritz (VL)               | 2:0                                        |
| Schleswig-Holstein | SHFV-Lotto-Pokal                           | Lübeck                                     | VfB Lübeck (RL)                            | Holstein Kiel (RL)                         | 0:3                                        |
| Südbaden | SBFV-Rothaus-Pokal                         | Bötzingen                                  | SV Weil (VL)                               | FC Teningen (LL)                           | 1:2                                        |
| Südwest | Bitburger-Verbandspokal                    | Rockenhausen                               | SC 07 Idar-Oberstein (OL)                  | SVN Zweibrücken (OL)                       | 1:2 n. V.                                  |
| Thüringen | ODDSET-Landespokal                         | Heiligenstadt                              | 1. SC 1911 Heiligenstadt (VL)              | ZFC Meuselwitz (RL)                        | 2:2 n. V., 3:4 i. E.                       |
| Westfalen 1 | Krombacher-Pokal                           | Rheda-Wiedenbrück                          | SC Wiedenbrück 2000 (RL)                   | Rot Weiss Ahlen (3L)                       | 3:1                                        |
| Württemberg | wfv-Verbandspokal                          | Kirchheim                                  | 1. FC Heidenheim (3L)                      | 1. FC Normannia Gmünd (OL)                 | 2:0                                        |
| 1 Die drei Landesverbände mit den meisten Herrenmannschaften im Spielbetrieb (Bayern, Niedersachsen, Westfalen) hatten zwei garantierte Startplätze im DFB-Pokal. Zur Vergabe des zweiten Startplatzes siehe oben. 2 Da Pokalsieger SV Wehen Wiesbaden sich über die 3. Liga qualifiziert hatte, war auch der KSV Hessen Kassel als unterlegener Finalist für den DFB-Pokal qualifiziert. 3 Da Pokalsieger Hansa Rostock sich über die 3. Liga qualifiziert hatte, war auch Anker Wismar als unterlegener Finalist für den DFB-Pokal qualifiziert. 4 Da Pokalsieger Eintracht Braunschweig sich über die 3. Liga qualifiziert hatte, trugen die beiden unterlegenen Halbfinalisten TSV Ottersberg und VfB Oldenburg am 25. April 2011 in Oldenburg ein Entscheidungsspiel um den zweiten Startplatz für Niedersachsen aus. Dieses Entscheidungsspiel gewann der VfB Oldenburg mit 1:0 und qualifizierte sich so ebenfalls für den DFB-Pokal. 5 Wacker Burghausen spielte im Entscheidungsspiel gegen den Sieger der unterlegenen Halbfinalisten SpVgg Unterhaching (4:0 gegen Alemannia Haibach) und verlor mit 0:1. Somit war Unterhaching für den DFB-Pokal qualifiziert. |                                            |                                            |                                            |                                            |                                            |